# Harris Peak (Viktorialand)
Der Harris Peak ist ein 1750 m hoher Berg im ostantarktischen Viktorialand. In der Asgard Range des Transantarktischen Gebirges ragt er zwischen Mount Hall und dem Ball Peak in einer Entfernung von 2,2 km südlich des Mount Weyant auf.
Das New Zealand Geographic Board benannte ihn 1998 nach dem neuseeländischen Bergsteiger Andy Harris (1964–1996), der von 1987 bis 1992 für das New Zealand Antarctic Research Program einschließlich zweier Kampagnen in das Marie-Byrd-Land tätig war und am 10. Mai 1996 beim Unglück am Mount Everest ums Leben kam.